# Blavo
Blavo est une communauté non incorporée située dans le comté de Butte, dans l'État de Californie, aux États-Unis. Elle se trouve sur le Sacramento Northern Railroad, à 16 km à l'ouest-nord-ouest d'Oroville et à 42 m d'altitude.